# 516 TCN
516 TCN là một năm trong lịch La Mã.